# Gabriel Mora i Gramunt
Gabriel Mora i Gramunt (Barcelona, 1941) es un arquitecto español.

## Trayectoria
Estudió en la Escuela de Arquitectura de Barcelona, donde se tituló en 1966, y de donde es profesor desde 1973.
Su obra se enmarca en un cierto racionalismo ecléctico, heredero de la arquitectura racionalista, un estilo que defiende la relación entre construcción y arquitectura, con especial énfasis en la composición, destacando el compromiso entre tradición y modernidad, así como el carácter urbano de la arquitectura.
En sus inicios trabajó en los despachos de Josep Maria Sostres y MBM Arquitectes. Con Albert Viaplana y Helio Piñón construyó el edificio de viviendas Can Bruixa en Barcelona (1974-1976). Posteriormente se asoció a Jaume Bach entre 1976 y 1998. Juntos han desarrollado un estilo ecléctico y decorativo, con diseños pensados para la pequeña escala de ámbito doméstico, como se denota en la escuela L'Alzina (1979-1982), la reforma de diversas plazas del distrito de Gracia (Sol, Virreina, Trilla, Diamant y Raspall, 1982-1985), la escuela Josep Maria Jujol —reforma de los Talleres Mañach del arquitecto Jujol— (1984-1987) y el polideportivo de Gracia (1988-1989), todos ellos en Barcelona. En 1986 ampliaron la Clínica Corachán de Barcelona, y en 1988-1989 restauraron la casa Macaya de Josep Puig i Cadafalch, para reconvertirla en el Centro Cultural de La Caixa. Para los Juegos Olímpicos de Barcelona de 1992 construyeron la Central de Telefónica en la Villa Olímpica del Poblenou, una obra funcionalista con dos edificios unidos por una pasarela elevada, uno de piedra de forma prismática y otro de planta elíptica recubierto de chapa de aluminio.
Otras obras suyas son: la casa Olèrdola en Barcelona (1981), el colegio Francesc Aldea en Tarrasa (1982-1984), el centro de asistencia primaria de San Vicente dels Horts (1983-1987), la estación de los Ferrocarriles de la Generalidad de Cataluña de la Universidad Autónoma de Barcelona en Bellaterra (1984), las Cavas J.M. Raventós en San Sadurní de Noya (1985-88), la planta incineradora de residuos sólidos en Tarragona (1988-90), el centro operativo de los Ferrocarriles de la Generalidad de Cataluña en Rubí (1989-1994), el estadio olímpico de hockey hierba en Tarrasa (1989-91), y el conjunto Arcadias en Barcelona (1998-2000).